# 1952年ヘルシンキオリンピックのイラン選手団
1952年ヘルシンキオリンピックのイラン選手団（1952ねんヘルシンキオリンピックのイランせんしゅだん）は、1952年7月19日から8月3日にかけてフィンランドの首都ヘルシンキで開催された1952年ヘルシンキオリンピックのイラン選手団、およびその競技結果。

## 概要
今大会は銀メダル3個、銅メダル4個、合計7個のメダルを獲得した。

## メダル
| メダル | 選手名                 | 競技                 | 種目                           |
| ------ | ---------------------- | -------------------- | ------------------------------ |
| 銀     | ゴラムレザ・タクティー | レスリング           | 男子フリースタイルミドル級     |
| 銀     | [[]]                   | レスリング           | 男子フリースタイルフェザー級   |
| 銀     | マフムード・ナムジュー | ウエイトリフティング | 男子56kg級                     |
| 銅     | [[]]                   | レスリング           | 男子フリースタイルフライ級     |
| 銅     | [[]]                   | レスリング           | 男子フリースタイルライト級     |
| 銅     | [[]]                   | レスリング           | 男子フリースタイルウェルター級 |
| 銅     | アリ・ミルザイ         | ウエイトリフティング | 男子56kg級                     |